# Agapito Rodríguez
Agapito Rodríguez (16 marzo 1965) è un ex calciatore peruviano, di ruolo portiere.